# Polyalthia merrittii
Polyalthia merrittii là loài thực vật có hoa thuộc họ Na. Loài này được (Merr.) Merr. miêu tả khoa học đầu tiên năm 1915.